# Intel MIC

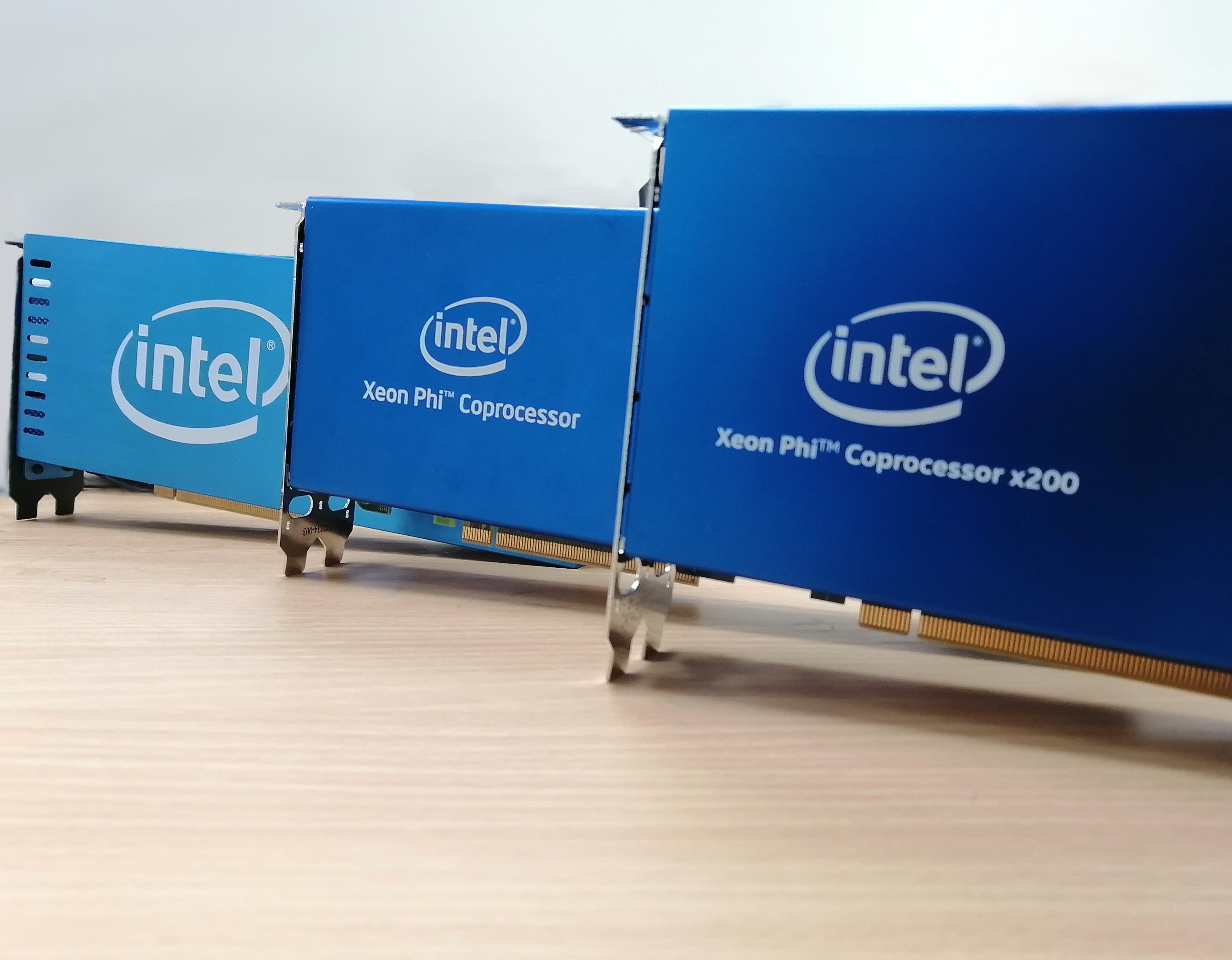
Intel Xeon Phi.

Intel Many Integrated Core Architecture ou Intel MIC est une architecture de microprocesseur multicœur développée par Intel intégrant des travaux antérieurs (Larrabee, Puce de recherche Téraflops (en) et Single-chip Cloud Computer (en)).
Des prototypes ont été produits sous le nom de Knights Ferry (2010) et une version commerciale sous le nom de Knights Corner (2012). Par la suite, Intel a annoncé la création d'une famille de produits sous le nom de Intel Xeon Phi.